# Llista de peixos de l'illa de Man

Localització de l'illa de Man a les illes Britàniques

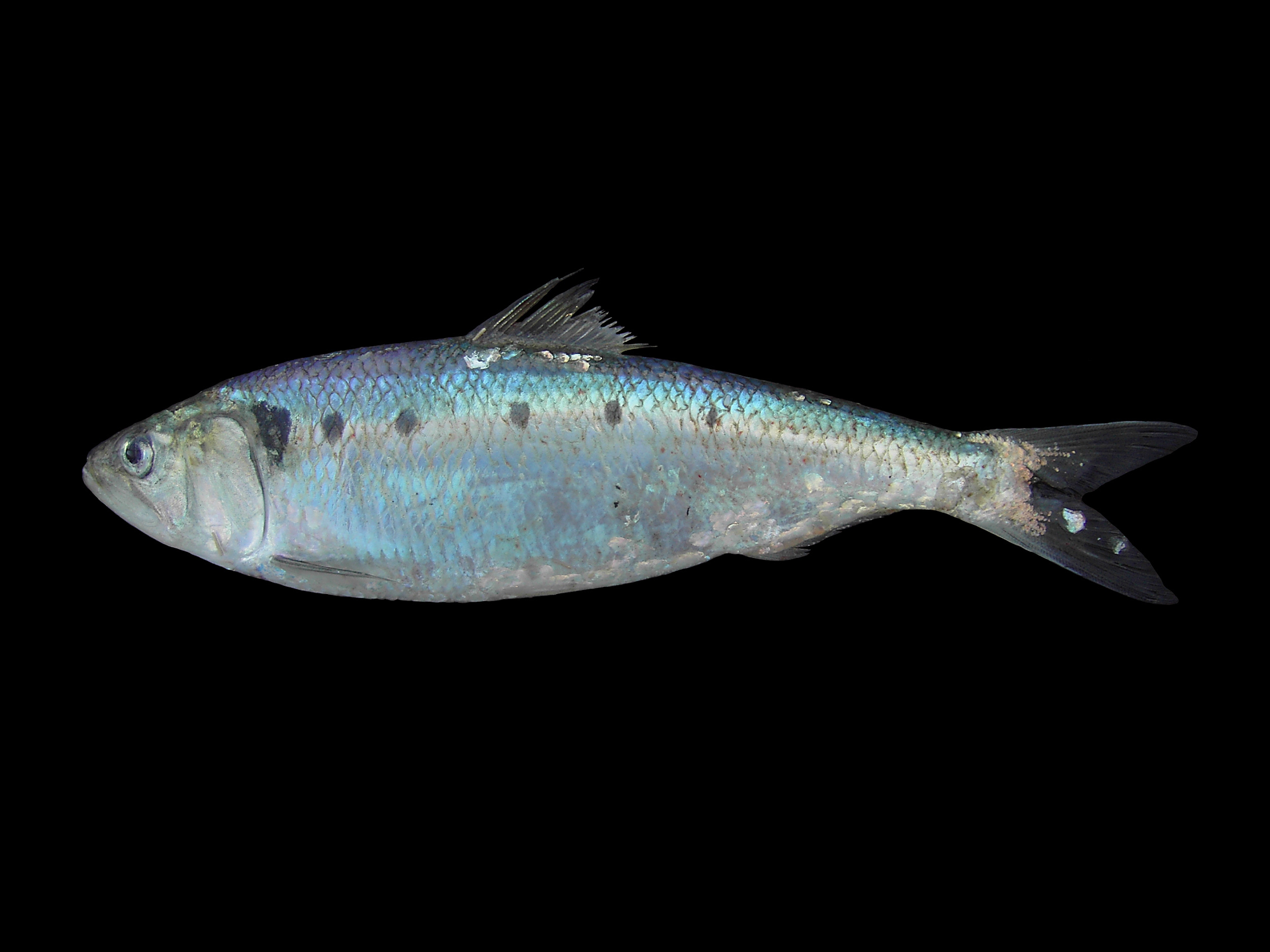
Alosa fallax

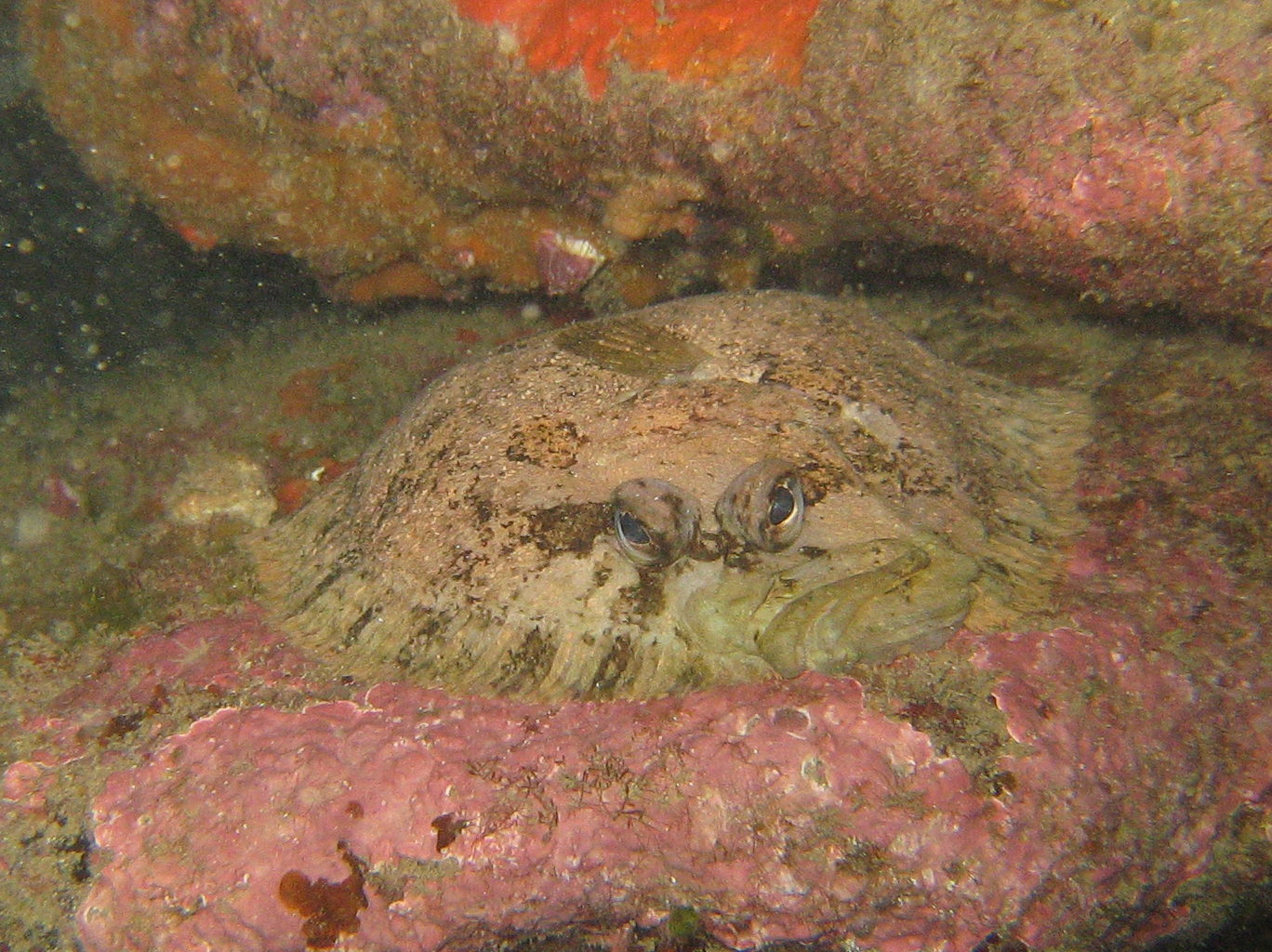
Rèmol de roca (Zeugopterus punctatus)

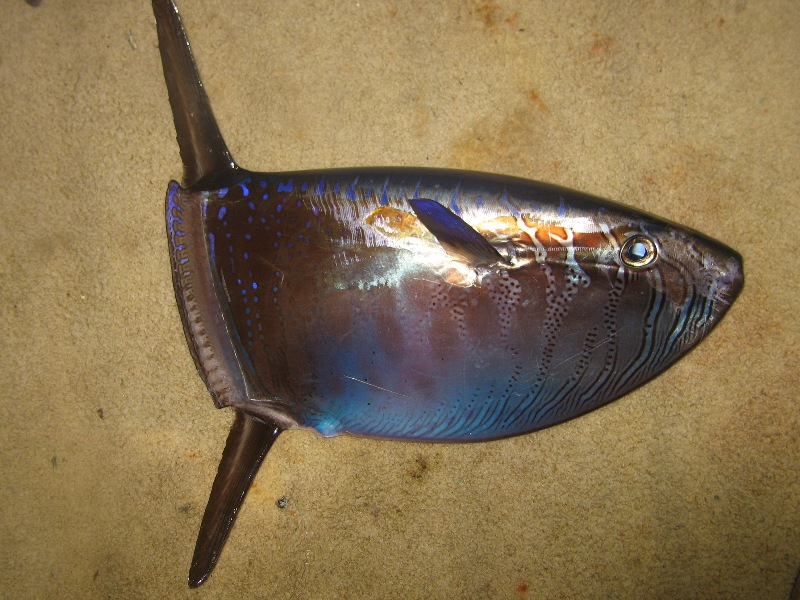
Ranzania laevis

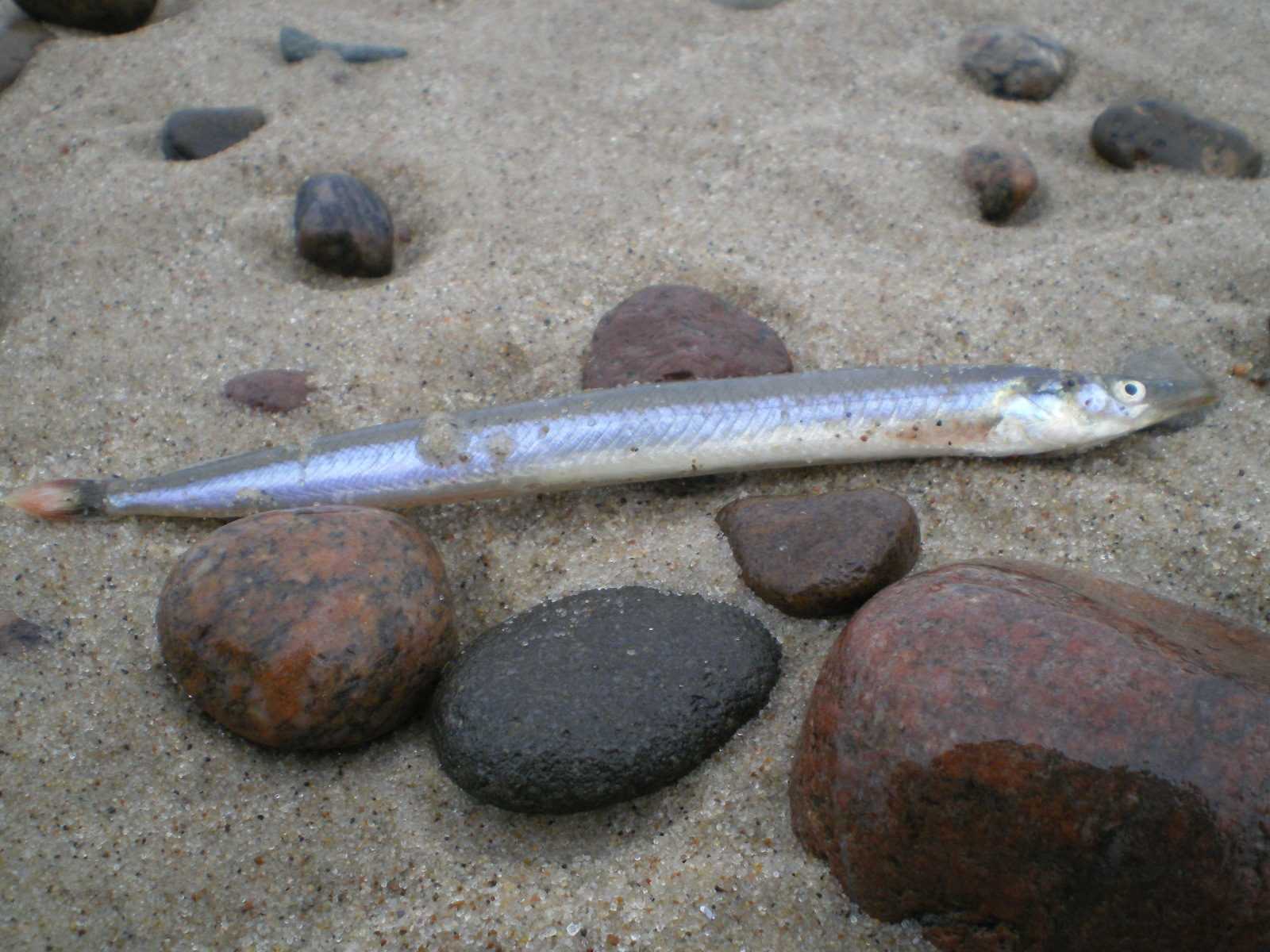
Trencavits (Ammodytes tobianus)

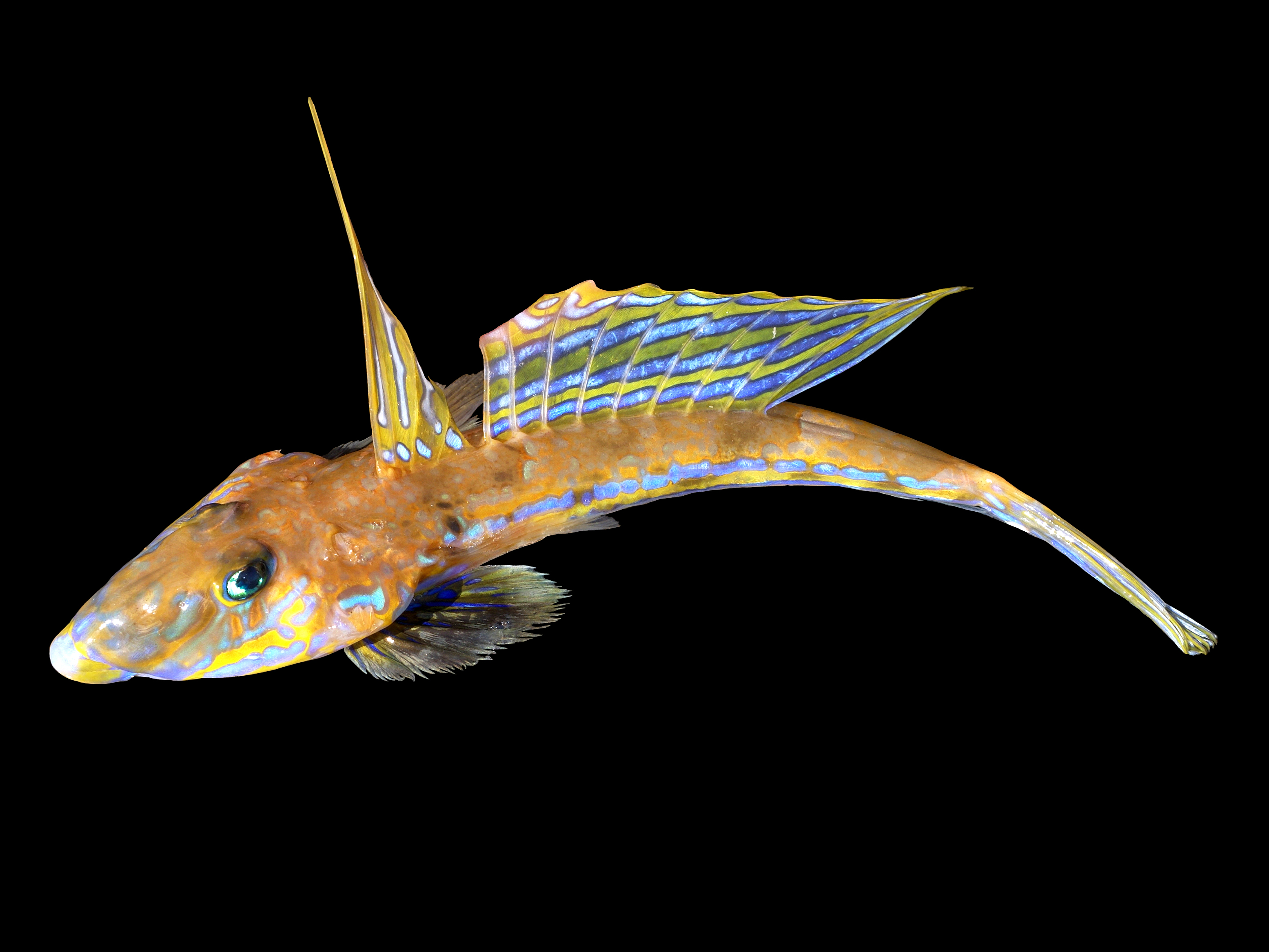
Dragó lira (Callionymus lyra)

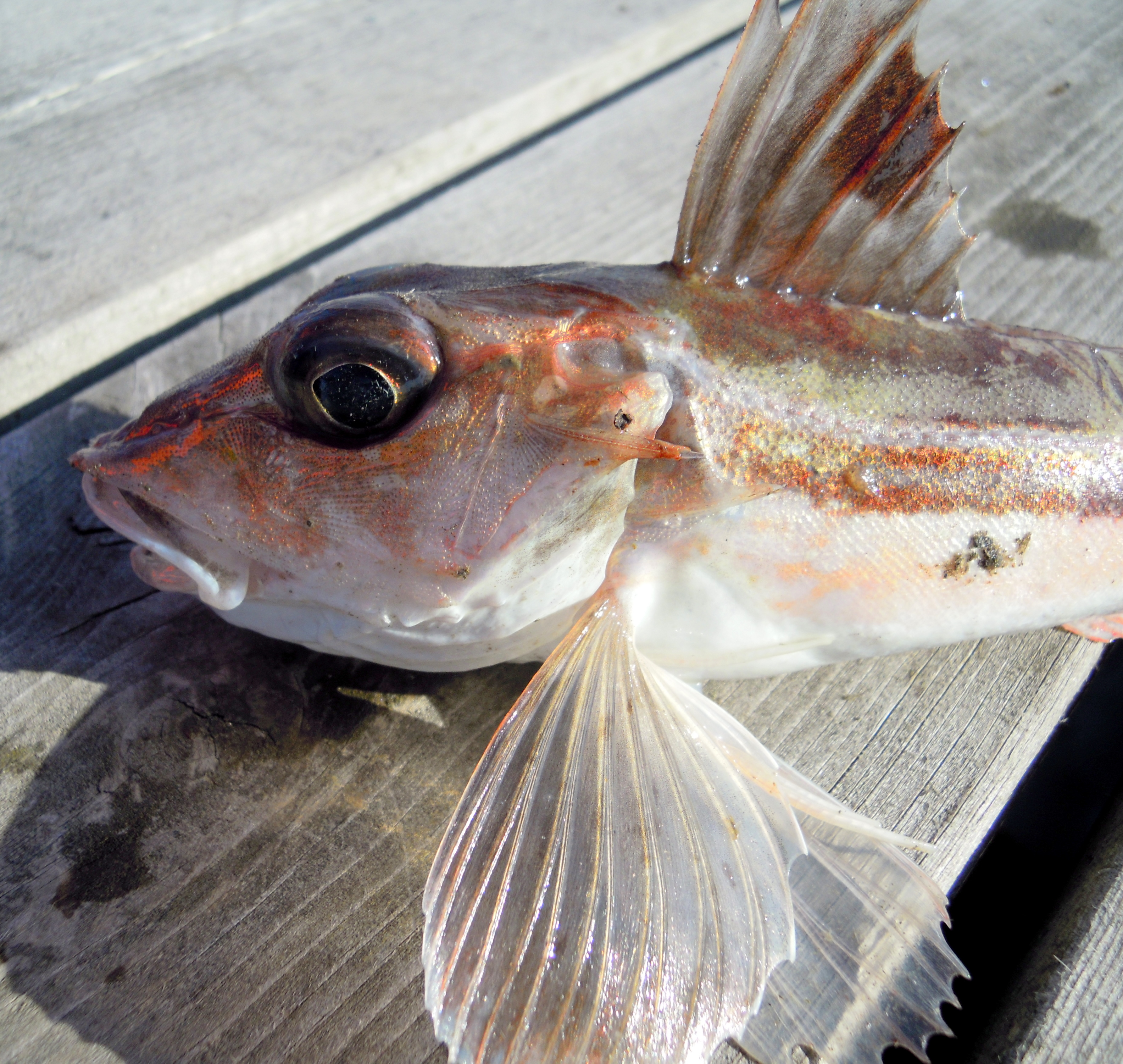
Lluerna verda (Eutrigla gurnardus)

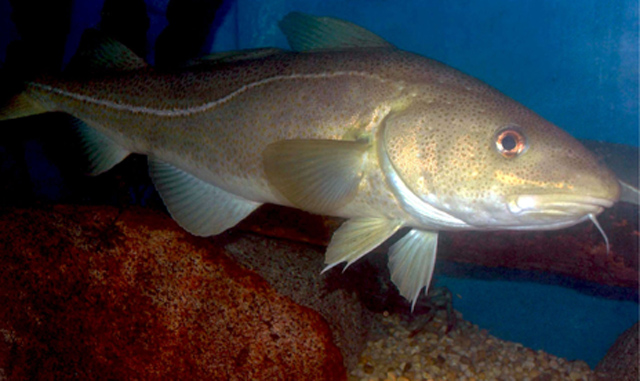
Bacallà de l'Atlàntic (Gadus morhua)

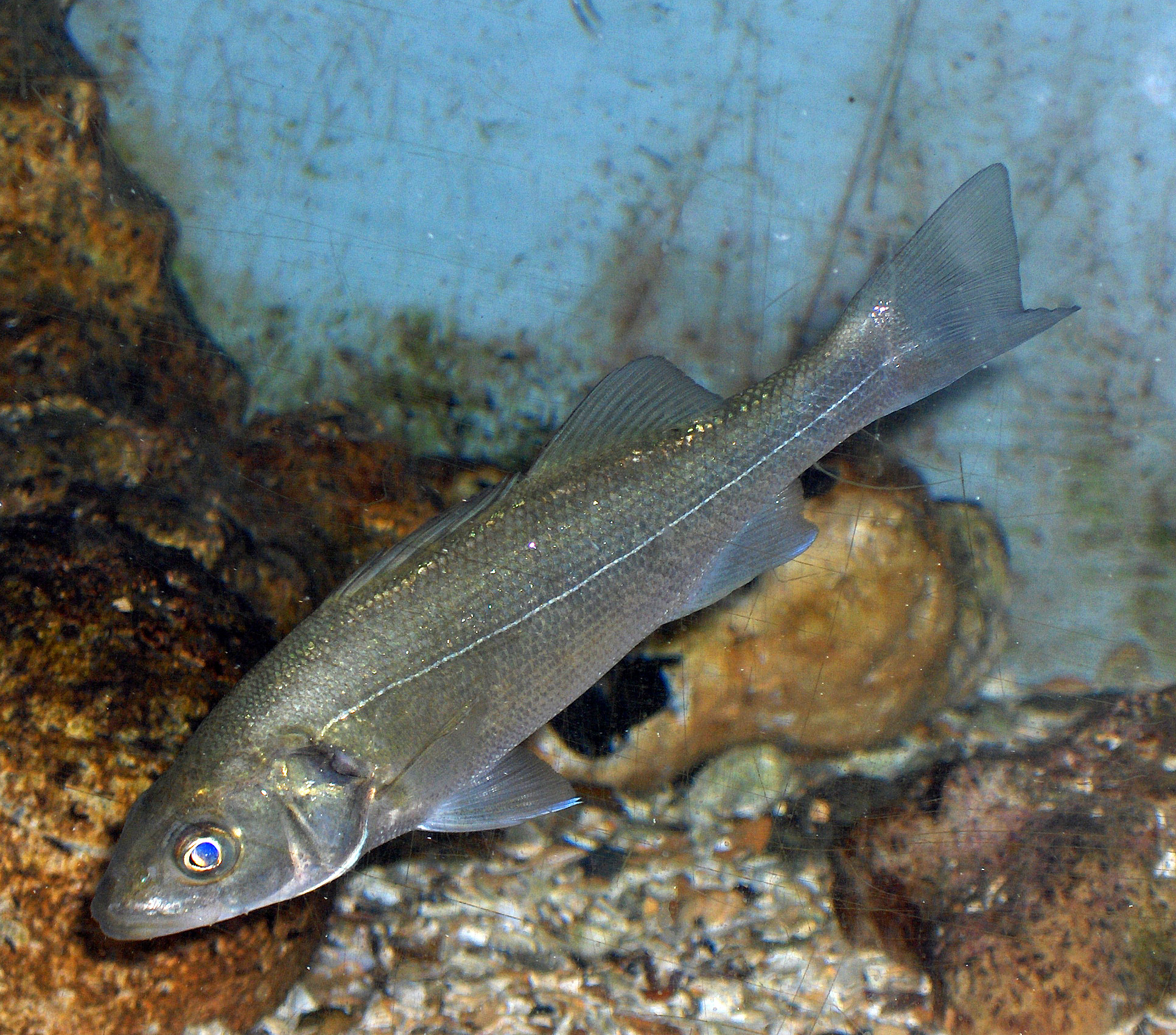
Llobarro (Dicentrarchus labrax)

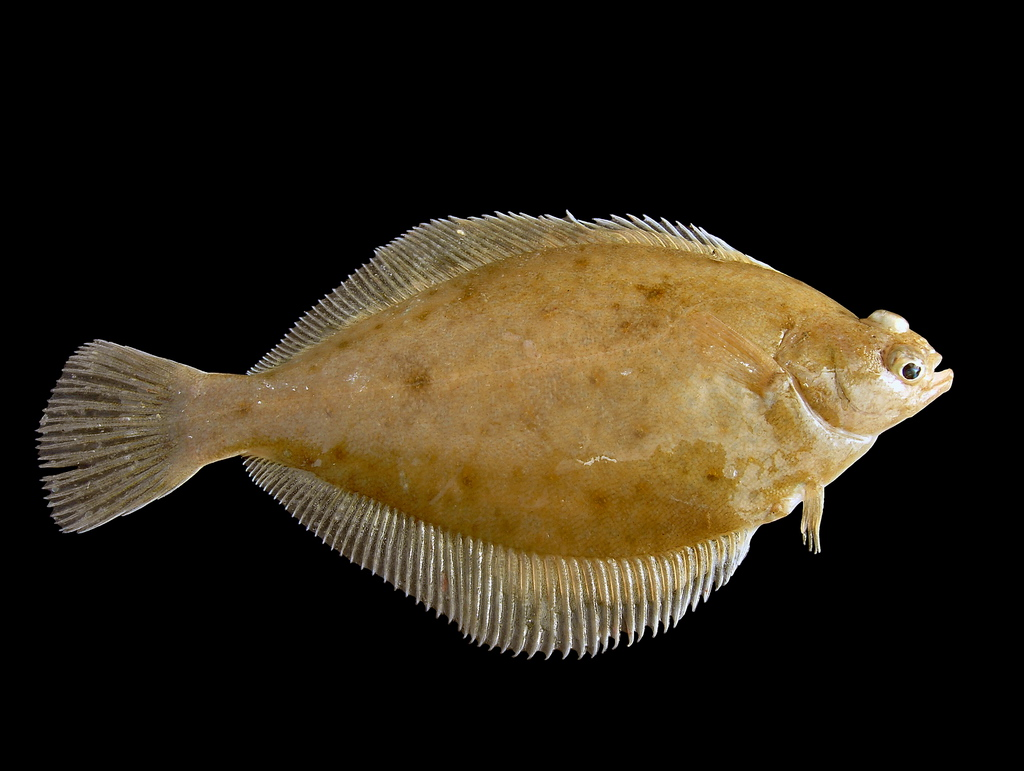
Limanda (Limanda limanda)

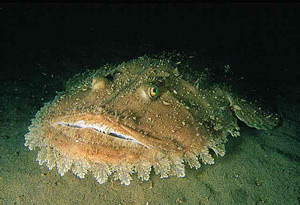
Rap vermell (Lophius budegassa)

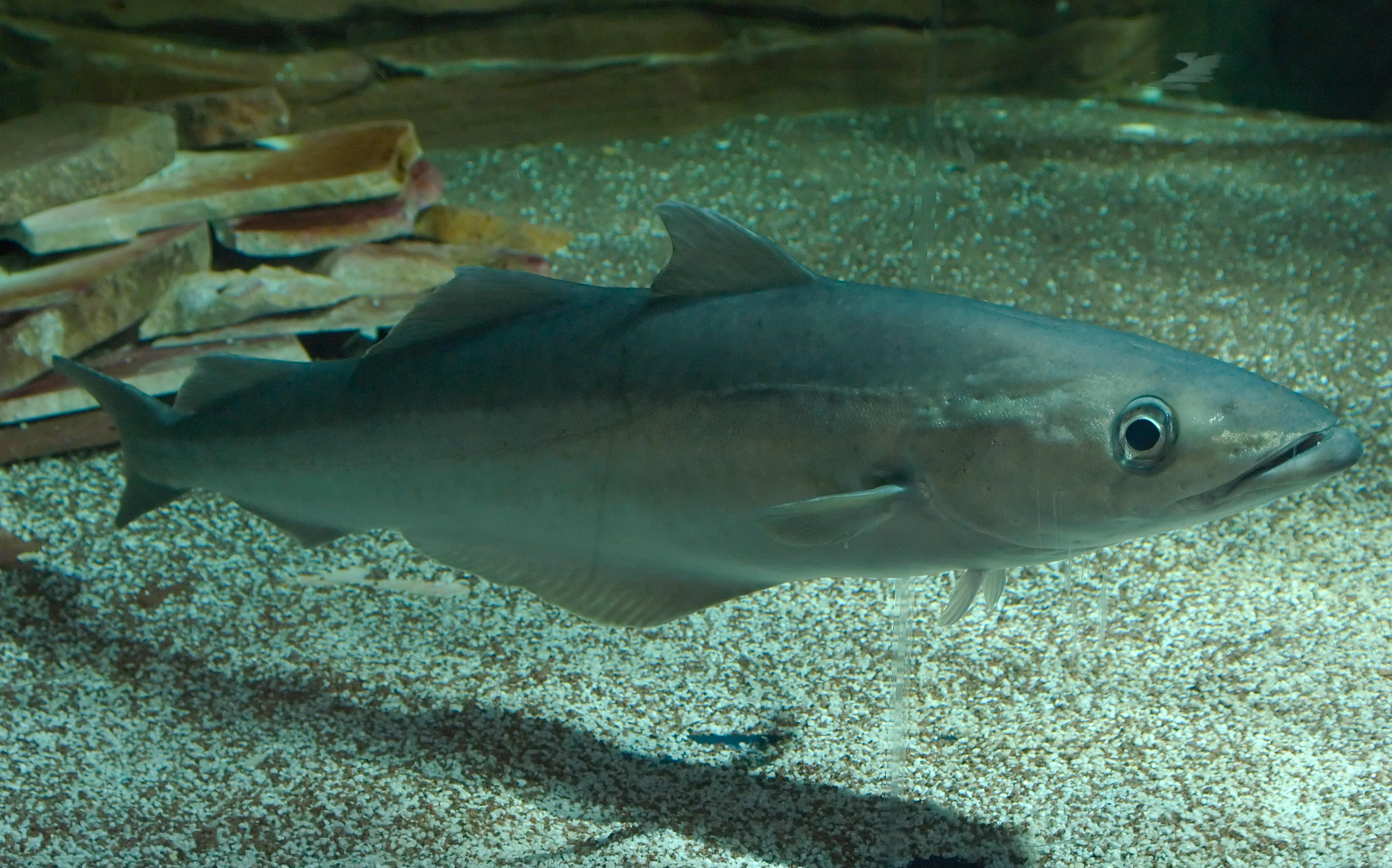
Abadejo (Pollachius pollachius)

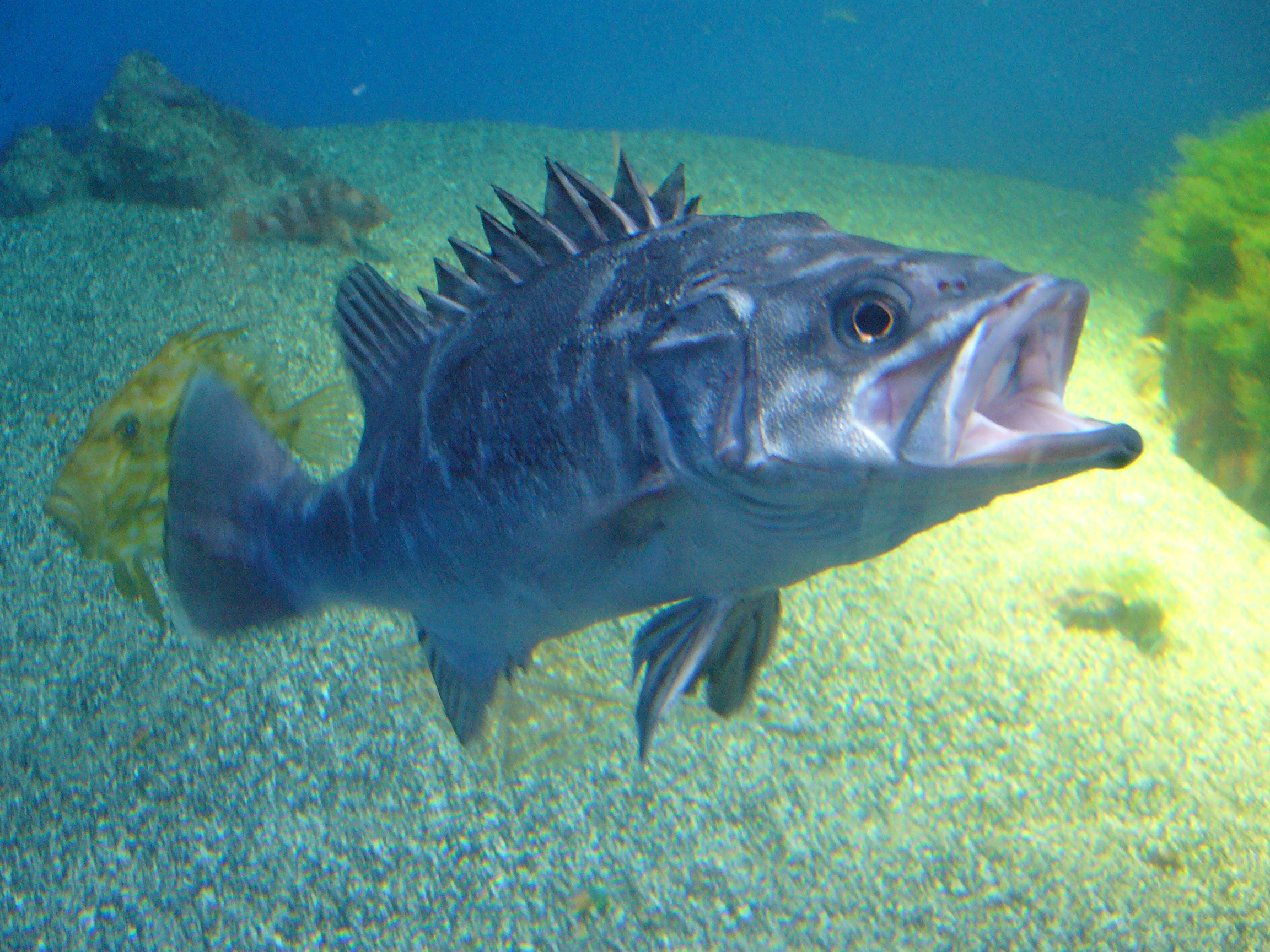
Dot (Polyprion americanus)

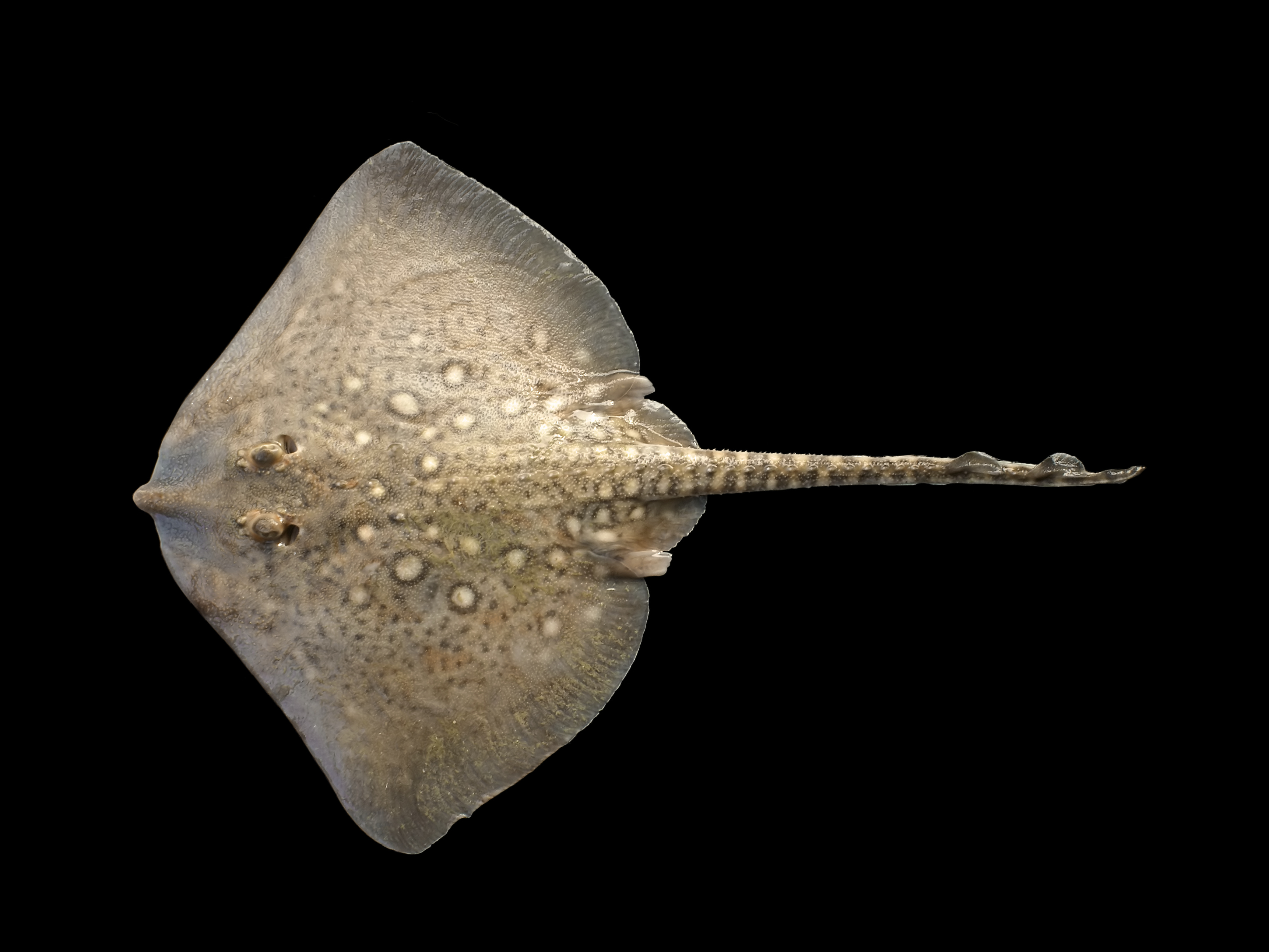
Clavellada (Raja clavata)

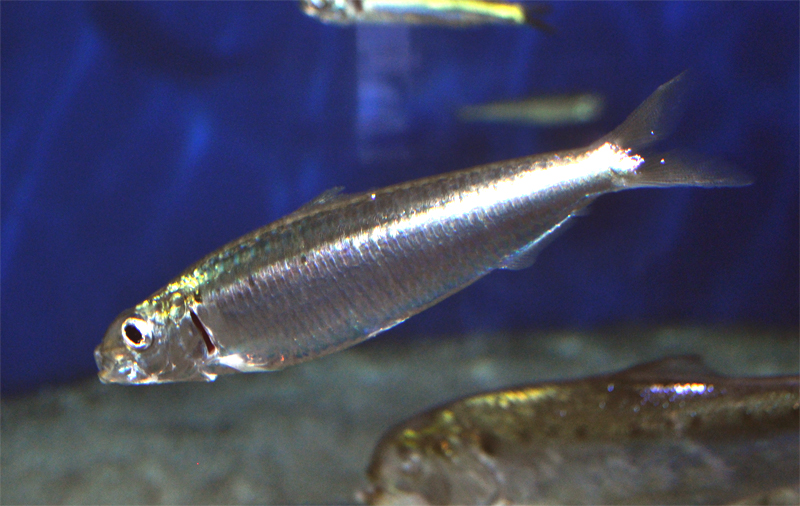
Sardina (Sardina pilchardus)

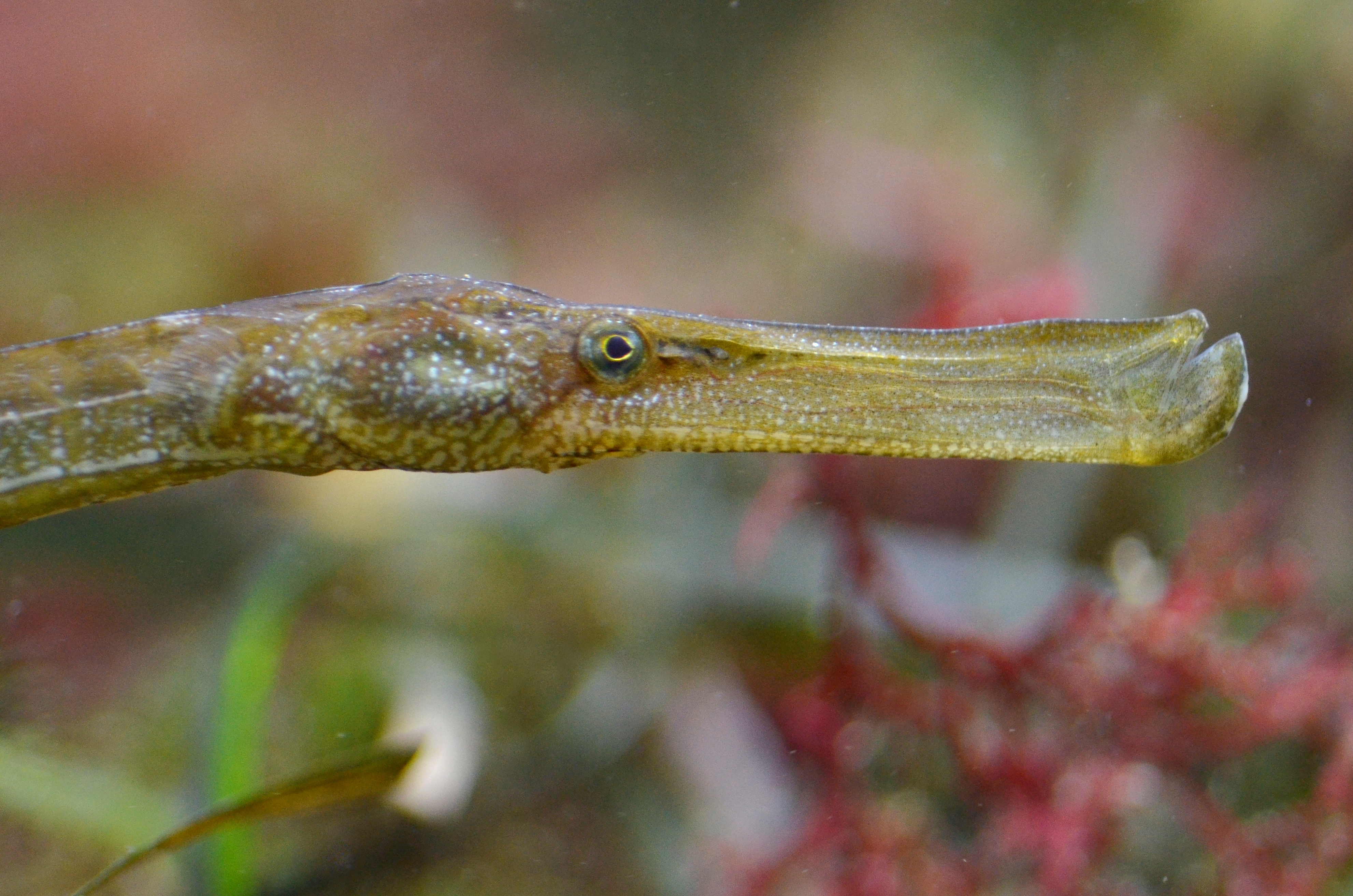
Serpentí (Syngnathus typhle)

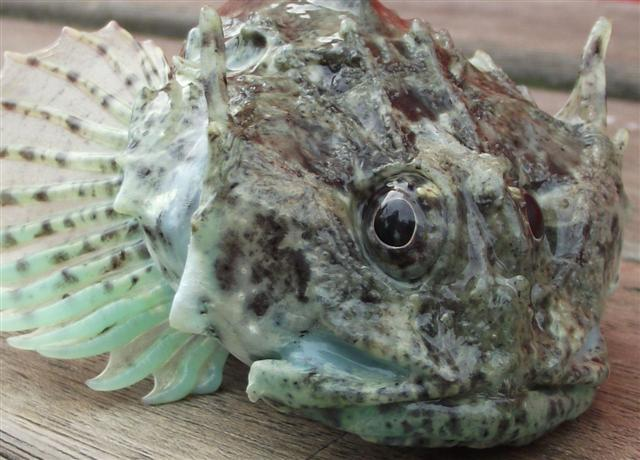
Escorpí de mar d'espines llargues (Taurulus bubalis)

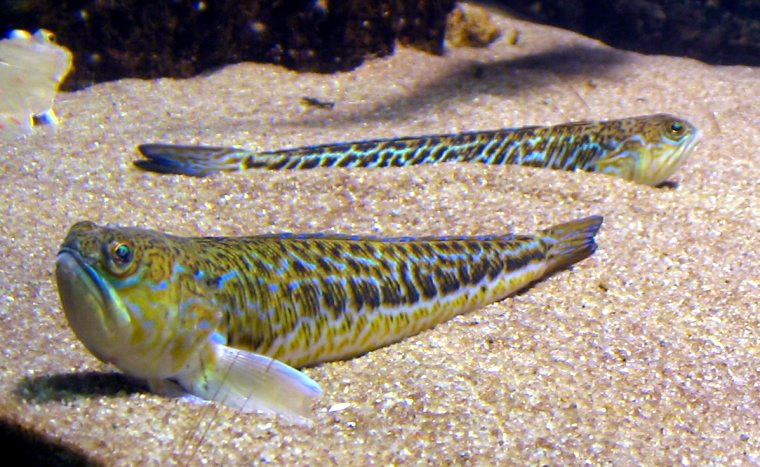
Aranya blanca (Trachinus draco)

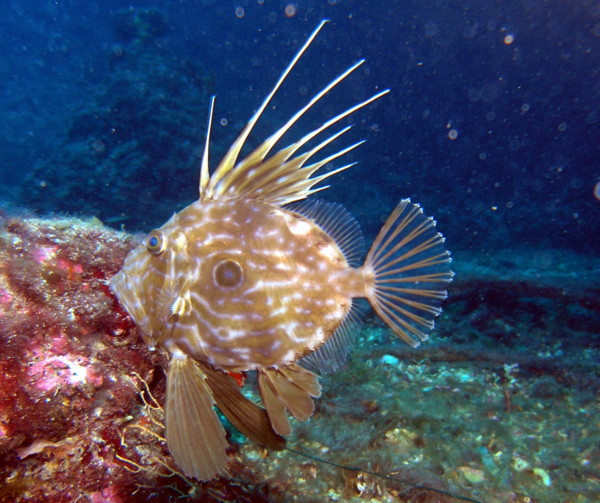
Gall de Sant Pere (Zeus faber)

Aquesta llista de peixos de l'illa de Man inclou 168 espècies de peixos que es poden trobar actualment a l'illa de Man ordenades per l'ordre alfabètic de llur nom científic.

## A
- Acipenser sturio
- Agonus cataphractus
- Alopias vulpinus
- Alosa alosa
- Alosa fallax
- Ammodytes marinus
- Ammodytes tobianus
- Anguilla anguilla
- Apletodon dentatus
- Argentina sphyraena
- Arnoglossus laterna
- Artediellus atlanticus
- Atherina presbyter
- Auxis rochei

## B
- Belone belone
- Blennius ocellaris
- Boops boops
- Buenia jeffreysii

## C
- Callionymus lyra
- Callionymus maculatus
- Callionymus reticulatus
- Campogramma glaycos
- Capros aper
- Centrolabrus exoletus
- Cepola macrophthalma
- Cetorhinus maximus
- Chelidonichthys cuculus
- Chelidonichthys lucerna
- Chelon labrosus
- Chimaera monstrosa
- Chirolophis ascanii
- Ciliata mustela
- Clupea harengus
- Conger conger
- Coris julis
- Crystallogobius linearis
- Ctenolabrus rupestris
- Cyclopterus lumpus

## D
- Dasyatis pastinaca
- Dicentrarchus labrax
- Diplecogaster bimaculata
- Dipturus batis
- Dipturus oxyrinchus

## E
- Echiichthys vipera
- Echiodon drummondii
- Enchelyopus cimbrius
- Engraulis encrasicolus
- Entelurus aequoreus
- Etmopterus princeps
- Eutrigla gurnardus

## G
- Gadus morhua
- Gaidropsarus mediterraneus
- Gaidropsarus vulgaris
- Galeorhinus galeus
- Galeus melastomus
- Gasterosteus aculeatus
- Glyptocephalus cynoglossus
- Gobius niger
- Gobius paganellus
- Gobiusculus flavescens
- Gymnammodytes semisquamatus

## H
- Hexanchus griseus
- Hippocampus guttulatus
- Hippoglossoides platessoides
- Hippoglossus hippoglossus
- Hyperoplus immaculatus
- Hyperoplus lanceolatus

## K
- Katsuwonus pelamis

## L
- Labrus bergylta
- Labrus merula
- Lamna nasus
- Lampetra fluviatilis
- Lebetus scorpioides
- Lepadogaster candolii
- Lepidorhombus whiffiagonis
- Lesueurigobius friesii
- Leucoraja fullonica
- Leucoraja naevus
- Limanda limanda
- Liparis liparis
- Liparis montagui
- Lipophrys pholis
- Lophius budegassa
- Lophius piscatorius
- Lumpenus lampretaeformis

## M
- Maurolicus muelleri
- Melanogrammus aeglefinus
- Merlangius merlangus
- Merluccius merluccius
- Micrenophrys lilljeborgii
- Microchirus boscanion
- Microchirus variegatus
- Microstomus kitt
- Mola mola
- Molva molva
- Mullus barbatus barbatus
- Mullus surmuletus
- Mustelus mustelus
- Myoxocephalus scorpius
- Myxine glutinosa

## N
- Nerophis lumbriciformis
- Nerophis ophidion
- Normichthys operosus

## O
- Osmerus eperlanus

## P
- Pagellus bogaraveo
- Parablennius gattorugine
- Pegusa lascaris
- Petromyzon marinus
- Pholis gunnellus
- Phrynorhombus norvegicus
- Phycis blennoides
- Platichthys flesus
- Pleuronectes platessa
- Pollachius pollachius
- Pollachius virens
- Polyprion americanus
- Pomatoschistus lozanoi
- Pomatoschistus microps
- Pomatoschistus minutus
- Pomatoschistus pictus
- Prionace glauca

## R
- Raja brachyura
- Raja clavata
- Raja montagui
- Raniceps raninus
- Ranzania laevis
- Rostroraja alba

## S
- Sagamichthys schnakenbecki
- Salmo salar
- Salmo trutta
- Sarda sarda
- Sardina pilchardus
- Scomber scombrus
- Scomberesox saurus
- Scophthalmus maximus
- Scophthalmus rhombus
- Scyliorhinus canicula
- Scyliorhinus stellaris
- Searsia koefoedi
- Sebastes norvegicus
- Solea solea
- Spinachia spinachia
- Spondyliosoma cantharus
- Sprattus sprattus
- Squalus acanthias
- Squatina squatina
- Symphodus bailloni
- Symphodus melops
- Syngnathus acus
- Syngnathus rostellatus
- Syngnathus typhle

## T
- Taurulus bubalis
- Thorogobius ephippiatus
- Thunnus alalunga
- Thunnus thynnus
- Torpedo nobiliana
- Trachinotus ovatus
- Trachinus draco
- Trachipterus arcticus
- Trachurus trachurus
- Trigloporus lastoviza
- Trisopterus esmarkii
- Trisopterus luscus
- Trisopterus minutus

## X
- Xenodermichthys copei

## Z
- Zeugopterus punctatus
- Zeugopterus regius
- Zeus faber[1]